# Блок 45
Блок 45 (познат и као Насеље Сунца) је један од новобеоградских блокова и центар месне заједнице Сава. Архитектонски и урбанистички подељен је у три дела односно на солитере — (петнаестоспратне, дванаестоспратне и осмоспратне) који се протежу дуж улице Јурија Гагарина, четвороспратне и двоспратне стамбене објекте, који се налазе на другој средини блока и у којима се налази улица Нехруова и улица Др Ивана Рибара. Трећу целину блока чини део уз реку Саву, Савски Насип и Савски кеј. Средину блока дели шеталиште „Лазаро Карденас” које се наставља преко улице кроз Блок 44 и завршава у Блоку 70.

## Положај и географија
Блок 45 се налази у југозападном делу општине Нови Београд на левој обали реке Саве, на 8 км од центра Београда и око 9 км од аеродрома Никола Тесла.
Са јужне стране излази на реку Саву, са северне на Блок 61 и Блок 62, са источне на Блок 44, док са западне стране излази на Блок 71.
Оивичен је улицама Др Ивана Рибара, Јурија Гагарина, Нехруовом, и реком Савом. Целом дужином блока се простире Савски кеј, а преко реке Саве острва Ада Међица и Ада Циганлија до којих се може стићи чамцима. Савским насипом иза Блока 45 се излази на травнате површине, речне канале, „Галовица“ и „Петрац“ као и на шуме и викенд насеља уз реку Саву.

## Образовање
Од образовних институција у Блоку 45 се налази:
- Основна школа Бранко Радичевић
- Вртићи и предшколске установе Ђурђевак, Звончићи, Сунце и Тин тин
- „Блок галерија“ под покровитељством општине Нови Београд и Удружења ликовних уметника Србије
- Новобеоградска културна мрежа
- Школа глуме „Цврчак“
- Библиотека Вук Караџић, као и библиотека у оквиру ОШ „Бранко Радичевић”
- Културно-уметничко друштво „Шумадија“
- Школа страних језика „Хелас“ и „Смајли“

## Привреда
У Блоку 45 налази се:
- Тржни центар „Енјуб” са око 400 локала и великим бројем услужних и занатских радњи,
- Стамбено-пословни комплекс Мали Енјуб,
- Мини пијаца,
- Бројни ресторани и кафићи, као и сплавови на Савском кеју и
- Занатски центар Блок 45.[4]

У непосредној близини Блока 45 налази се још и тржни центар Пирамида, огранак дома Здравља Нови Београд, ледена дворана Пингвин, робна кућа „Београд“, градска пијаца и велики број маркета.

## Спортски садржаји, дечија игралишта и зеленило
У Блоку 45 налази се неколико десетина спортских терена, погодних за фудбал, кошарку, рукомет, тенис и остале спортове, а велики број њих је одлично опремљен и ограђен.
Поред терена у блоку, у дворишту основне школе „Бранко Радичевић“ такође се налазе терени погодни за спорт, као и школски базен. У Блоку 45 се налазе две теретане на отвореном, док се трећа налази на савском кеју.
На насипу реке Саве постоји бициклистичка и стаза за трчање, која се протеже од Блока 70а, преко Блока 45 и наставља се у дужини од 18 km.
Постоји велики број дечијих игралишта и спортских терена између зграда, поготову у делу блока код двоспратница и четвороспратница, а највећи је онај у близини аутобуске окретнице уз Блок 44.
Зелене површине преовладавају у Блоку 45, нарочито на делу блока уз реку Саву.
У блоку се такође налазе фудбалски терени ФК Бежанија, некада ФК Сава 45, локалног клуба блока.
Поред школе фудбала, налазе се и школе кошарке, рукомета, каратеа, пливања и друге. Сваког лета у блоку се одржавају спортски турнири.
Најпопуларнија блоковска купалишта су „Шљункара“ и Ада Међица, до које се једино стиже чамцем. У кругу око целог Блока 45 налазе се стазе за вожњу бицикла и стазе за шетање које се на крају блока настављају на Савски Насип.

#### Фудбалски клуб Сава 45
Фудбалски клуб Сава основан је од стране љубитеља фудбала 1973. године у Блоку 45, а постојао је све до 2002. године, када је угашен и припојен фудбалском клубу Бежанија. Првобитно дресови фудбалског клуба Сава 45 били су жути, што је симбол Сунца, по насељу „Сунце“ другог назива за Блок 45, док плави дресови симболично представљају реку Саву.

## Основна школа „Бранко Радичевић“
Основна школа Бранко Радичевић једина је школа у Блоку 45. Основана је давне 1885. године на Топчидеру. Њене тадашње просторије биле су у баракама, међу воћњацима и виноградима, а звала се Топчидерска школа. Недуго затим 1891. године упорношћу учитеља, школа добија нове и боље просторије и сели се у Топчидерску улицу бр. 2.
Школа је убрзо променила још једну локацију и то у привремене просторије школе на Бежанији, где су ученици похађали наставу школске 1972/1973. године. Исте године постављен је и камен темељац нове школске зграде у Блоку 45. 7. априла 1975. године званично је отворена школска зграда у Блоку 45. Исте године школа је примила ђаке и од тада се налази на истој локацији. Званично, камен темељац за ОШ „Бранко Радичевић“ у Блоку 45, постављен је 20. новембра 1972. године. Школа је мењала велики број зграда кроз своју историју, као и само име, међутим 1922. године добија име песника Бранко Радићевића које и данас носи.
Школа је добила своју ђачку чесму 1985. године у част поводом 100. година од оснивања.
Занимљива је чињеница да је увелико изграђен и усељен Блок 45 и даље чекао на основну школу, па су деца неколико година школску наставу похађала у појединим солитерима, у заједничким просторијама.
Прву школску 1971. годину завршило је 338. ђака у 22 солитера.
Настава се на тај начин похађала све до изградње зграде основне школе, 1975. године.
У то време, након изградње и наредних година, школа је била је највећа и једна од најмодерније опремљених школа на Балкану. Поред великог школског дворишта, у склопу школе налазе се терени погодни за фудбал, кошарку и остале спортове. Школа је подељена у две велике зграде, са посебним двориштима за млађе и старије ученике, а краси је и модерно опремљена библиотека, читаоница и школски базен који су ђаци користили за време наставе из физичког. Прва је сазидана и највећа школа у овом делу Новог Београда.

## Изградња и историјат блока
Почетком шездесетих година 20. века планом регулације града Београда предвиђена је изградња стамбеног рејона уз реку Саву.
- 1965. године расписан је конкурс за добијање решења о изградњи
- 1966. године је усвојен урбанистички план за Блок 45
- 1967. године уступљено је земљиште за изградњу блока
- 1969. године Блок 45 је почео да се гради
- 1972. године урађена је већина стамбених објеката
- 1974. године комплетно је уређен Савски кеј
- 1975. године отворена основна школа Бранко Радичевић
- 1984. године отворена прва трамвајска линија у Блоку 45

Блок је изграђен је по технологији ИМС система са пренапрегнутим бетонским скелетом, београдског Института за испитивање материјала, за који је заслужан тадашњи директор института Бранко Жежељ.
На изградњи и пројектовању Блока 45 ангажован је велики број архитекта и компанија. Градила су га предузећа „Инпрос“, „Ратко Митровић“, „Напред“ и предузеће „7. јул“. Главни архитекти за Блок 45 били су Михаило Чанак, чији су рад осмоспратнице, Риста Шекерински, чија идеја су биле четвороспратнице и двоспратнице и Гргур Поповић који је био задужен за солитере. Блок се градио на основу првонаграђеног рада на конкурсу за добијање решења о изградњи, архитеката Ивана Тепеша и В. Гредеља.
Блок је изграђен и реализован у периоду од 1969—1979. године. Укупно је пројектовано и саграђено 45 солитера, 23 четвороспратница и двоспратница, основна школа, два вртића, пошта, а касније и други објекти. Локација на којој се данас налази блок била је готово непрепознатљива пре изградње. Простор на којем се данас налази Блок 45 припадао је селу Бежанија и на њему се некада налазило велики број мочвара, које су непосредно пре почетка градње блока дуго исушиване, а потом насипане. Део ка реци Сави красила је густа шума која је временом раскрчена. Блок 45 је прво изграђено стамбено насеље од свих бежанијских блокова и један од највећих блокова у овом делу Новог Београда. Председник Тито је током посете Новом Београду 14. маја 1977. обишао и месну заједницу Сава у Блоку 45.
Блок 45 је реализован у две јединствене урбанистичке целине, на нивоу месне заједнице са наменом:
- површине за становање са зеленим и рекреативним површинама,
- површине за пратеће објекте на нивоу рејонског центра са одговарајућим наменама,
- површине за центар месне заједнице, образовне и здравствене установе и,
- површине за саобраћај — путеве, тротоаре и отворене паркинге.

Од целе територије блока, током изградње, ангажовано је 60% површине за изградњу стамбених и услужних објеката, 19% за изградњу саобраћајница и 21% за изградњу паркинга.
Године 2015. у центру Блока 45 отворена је полицијска испостава, а 2016. године и испостава комуналне полиције.
У периоду од јула 2019. до марта 2021. године у Блоку 45 уређено је шеталиште „Лазаро Карденас” у две фазе. Направљени су и реновирани спортски терени у близини шеталишта. Поред уређена шеталишта направљена су игралишта, саобраћајни полигон, постављени комбиновани реквизити за децу, нове клупе и ђубријере. ЈКП „Зеленило Београд” засадило је стабла високих и средњих лишћара и четинарског дрвећа, а травњак је такође обновљен.

## Саобраћај
У близини насеља налази се искључење ка Лединама, градској општини Сурчин, Бежанијској коси, Земуну, на ауто-пут Братство и јединство као и искључење за аеродром Никола Тесла Београд. У непосредној близини Блока 45 налази се и Мост на Ади који повезује блокове са Топчидером и општинама Чукарица и Раковица. У близини се налазе и други мостови који повезују Блок 45 и блокове са осталим београдским општинама, те се до градских општина и самог центра града стиже релативно брзо.
Због превеликог броја возила, број паркинг места и гаража у блоку је недовољан.
До насеља и његове уже околине се јавним градским превозом који обезбеђује ГСП Београд може стићи многобројним аутобуским и трамвајским линијама.
Аутобуске линије:
- линија 45 Блок 44 - Земун (Нови град)[16]
- линија 73 Блок 45 - Батајница[17]
- линија 82 Блок 44 - Кеј ослобођења[18]
- линија 89 Блок 72 - Видиковац[19]
- линија 94 Блок 45 - Ресник[20]
- линија 95 Блок 45 - Борча 3[21]
- линија 602 Блок 44 - СРЦ Сурчин[22]
- линија 604 Блок 45 - Прека калдрма[23]
- линија 605 Блок 45 - Прогар[24]
- линија 610 Кеј ослобођења - Јаково[25]
- ноћна линија 68Н Трг Републике - Блок 45[26]
- линија 610е Блок 70а - Јаково[27]

Трамвајске линије:
- линија 7 Блок 45 - Устаничка[28]
- линија 9 Блок 45 - Бањица[29]
- линија 11 Блок 45 - Калемегдан (Доњи град)[30] и
- линија 13 Блок 45 - Баново брдо[31]

Присутне су и минибус линије:
- линија Е1 Блок 45 - Устаничка[32]
- линија Е6 Блок 45 - Миријево[33]

## Савски кеј и насип
Да би се изградили блокови потребно је исушити мочварни терен који је стварала река Сава. Терен на којем је данас Блок 45 је шездесетих година прошлог века изгледао као и сваки други рукавац реке Саве у којем су се гнездиле разне мочварне птице и био је станиште многих дивљих животиња.
Великим радним акцијама и касније преко друштвених предузећа направљен је систем који је омогућио изградњу савског кеја са шеталиштима целом дужином. Овај подухват је углавном изграђен седамдесетих година 20. века. Изградња целог кеја и насипа дуж целог Блока 45 је завршена каснијих година. Савски кеј и насип су једна од омиљених места Новобеограђана. Поред дугог насипа у мирном делу блока погодним за шетњу и одвојеним стазама за џогирање или вожњу бицикла, налазе се и травнате површине такође погодне за физичке активности, шетњу или опуштање у природи. На Савском кеју се налази и теретана на отвореном. Савски кеј је једно од омиљених места за прославу празника Први мај.
Поред спортских активности и риболова, на Савском кеју се налази и велики број сплавова. Савски кеј се протеже од Блока 70а до Блока 45 у дужини од 3 km. Од Блока 45 насип се наставља у дужини од 18 km све до Железничког моста код Остружнице.

## Филмови и серије снимани у Блоку 45
Блок 45 био је прилично популарна локација за снимање филмова и серија.
Ове су снимани филмови 1 на 1, Чеп који не пропушта воду, Кошава, Павле Павловић, Какав дан, Јагоде у грлу, Шта радиш вечерас, Пази шта радиш (Матуранти), Шмекер, Специјално васпитање, Мој тата на одређено време, 7 и по, као и документарни филмови: Београд некад и сад и Насеље Сунца — Блок 45.
Осим филмова, снимане су и епизоде телевизијске серије: Позориште у кући, Вага за тачно мерење, Два другара, Усијане главе, Грлом у јагоде и  Мама и тата се играју рата.

## Познате личности из Блока 45
У Блоку 45 је живело велики број познатих личности као што су политичари Александар Вучић, Слободан Милошевић са супругом Миром Марковић и др Радован Караџић(као Давид Дабић), сликар Кемал Рамујкић, певачи и певачице Јелена Ристић, Сенка Велетанлић, Јован Радовановић, Душан Којић из рок групе Дисциплина кичме, репер Иван Ивановић Ђус, Васил и Зафир Хаџиманов, Игор Перовић из групе Плејбој, Драги Јелић певач и гитариста бенда YU група, Маринко Роквић и Никола Роквић, Ана Станић, Ивана Петерс познатија као „Ивана Негатив“, Мари Мари, Небојша Лутовац познати певач изворне и народне музике, оснивач супергрупе Бабе Жика Миленковић, глумци Томо Курузовић који је био управник и оснивач позоришта „Сунце“ у Блоку 45, Драго Чумић, Никола Ђуричко, Владимир Ковачевић, Миодраг Андрић познатији као „Љуба Мољац“, редитељ и сценариста Радивоје Андрић, архитекта Ранко Радовић, спортисти Радмило Арменулић, Алекса Амановић, Милан Ђурђевић, Јован Нишић, Предраг Даниловић, пливачи Предраг Милош и Ненад Милош, шахиста Димитрије Бјелица, новинари Ђоко Вјештица, Зоран Ћирјаковић, водитељи Дуња Ланго и Дејан Пантелић, фотограф Томислав Петернек, кувар из серијала „Гастрономад“ Ненад Гладић, књижевница и ТВ водитељка Исидора Бјелица, научница и ликовна уметница Владана Ликар-Смиљанић, вајар Коста Богдановић, историчар уметности Јерко Јеша Денегри, аутомобилиста и филмски статиста Бранимир Перић Џо, Даница Тодоровић глумица, Андријана Тришић српска фудбалерка, Предраг Кораксић Коракс карикатуриста, Драгиша Зечевић селектор женске фудбалске репрезентације Србије, епископ ваљевски Исихије и многе друге познате личности.

## Симболи блока
Петлић или Певац, званично Скулптура „Птица”, испред „Месне заједнице Сава“ направљена је 1976. године и један је од симбола Блока 45. Симболично Петлић, који се увек повезује са „Сунцем“, а цело насеље Блок 45 је грађено под називом Насеље Сунца. Пројектант је Милосав Сунајац, а висина скулптуре је 270 cm, са постољем 385 cm. Материјал градње је обојени бетон, фигура — експресивна динамична форма.
Једним од симбола Блока 45 сматра се и „Ђачка чесма”, која се налази у непосредној близини основне школе. Чесма је место окупљања ђака од давнина, а сазидана је 1983. године. Пројектовао ју је Зоран Вељковић 1983. године, када је и постављена, поводом 10. година постојања „МЗ Сава”.
Блок је такође препознатљив и по савском кеју, његовим сплавовима, као и насеље са великим бројем зелених површина. Блок 45 је често називан рок блок, због великог броја бендова насталих у овом блоку, у време новог таласа, седамдесетих. и осамдесетих година прошлог века, као и због великог седмочасовног рок блок концерта, одржаног 1978. године, на којем је наступао велики број бендова из бивше Југославије.

## Графити
Блок 45 је средином осамдесетих година 20. века деловао као свако друго предграђе Београда, међутим издвајао се по графитима. Овај блок је био и остао симбол београдских графита и у њему су нацртани једни од првих графита у бившој Југославији. Средином осамдесетих година појављује се екипа цртача „Фантастик Бојс“, а нешто касније и многи други. Давне 1984. године у Блоку 45 се црта први графит, а већ почетком и средином деведесетих година 20. века на зидовима блока и на кеју реке Саве настаје велики број графита изузетно цењених цртача. И данас се у Блоку 45 може видети велики број графита, чак и оних из деведесетих година 20. века. Омиљена места цртача су четвороспратнице и двоспратнице, као и зидине и клупе на Савском кеју, од којих су готово све украшене графитима.

## Провод и забава
У Блоку 45 налази се велики број кафића и ресторана, а на Савском кеју велики број сплавова погодних за провод.
На Савском кеју у Блоку 45, одржавала се традиционална културна манифестација „Новобеоградско лето“, а сваке године 31. децембра одржава се традиционални новогодишњи ватромет. Током лета организује се велики број фудбалских, кошаркашких и осталих спортских турнира.
Током летње сезоне на реци Сави могуће је изнајмљивање опреме за скијање на води и вожња глисерима.

## Галерија
- Блок 45 дуж улице Јурија Гагарина
- Солитери блока
- Центар Блока 45
- Графит панда на двоспратним зградама у Блоку 45
- Поглед на ОШ „Бранко Радичевић“
- Савски кеј у Блоку 45
- Зима у блоку
- Окретница трамваја у Блоку 45
- Поглед на четвороспратнице и ОШ „Бранко Радичевић“